# 肃南裕固族自治县
肃南裕固族自治县，简称肃南县，是中华人民共和国甘肃省张掖市下属的一个自治县。因地处肃州之南而得名，成立于1954年，是高寒山区传统畜牧业县。是全国唯一的裕固族自治县，包括全国90％的裕固族人口。

## 名称
肃南裕固族自治县因位于肃州（酒泉旧称）南部而得名。

## 历史
1954年2月20日由酒泉、高台、张掖等县部分地区合并建立自治区，1955年10月改自治县。

## 地理
肃南裕固族自治县位于河西走廊中部，祁连山北麓。
肃南裕固族自治县东与天祝藏族自治县接壤，西与肃北蒙古族自治县接壤。北界自东向西分别与凉州区、肃州区、嘉峪关市、玉门市接壤。南与青海门源回族自治县接壤。
肃南裕固族自治县境内的海拔高度从1327米(4354英尺）到5564米（18255英尺），平均海拔约3200米（10500英尺）。

## 气候
肃南裕固族自治县属半干旱高山气候，冬季寒冷，夏季凉爽。全县年平均气温为
4.2℃(39.6°F)，西北部较凉爽地区年平均气温为-3.0℃(26.6°F)，东南部较温暖地区年平均气温为8.0℃(46.4°℉)。夏季降水量大于冬季。全县年平均降水量为267.1毫米，西北部较干旱地区平均约为100毫米，东南部较湿润地区平均约为500毫米。肃南裕固族自治县无霜期短，日照充足。

## 民族
肃南裕固族自治县是一个多民族聚居地区。截至2021年，该自治县3个占比较高的民族是汉族、裕固族和藏族。其他人口较多的民族还有回族、蒙古族。

## 行政区划
肃南裕固族自治县下辖3个镇、2个乡、3个民族乡：
红湾寺镇、皇城镇、康乐镇、马蹄藏族乡、白银蒙古族乡、大河乡、明花乡、祁丰藏族乡、甘肃省绵羊育种场和张掖宝瓶河牧场。